# Yūki Ōtsu
Yūki Ōtsu (jap. 大津 祐樹, Ōtsu Yūki; * 24. März 1990 in Mito, Präfektur Ibaraki, Japan) ist ein japanischer Fußballspieler auf der Position eines Mittelfeldspielers.
Ōtsu ist Rechtsfuß und ein Spieler für das offensive Mittelfeld. Jedoch kann er auch über die rechte und linke Außenbahn spielen und auch als hängende Spitze eingesetzt werden. Als seine Stärken werden immer wieder gutes taktisches Verständnis, seine Dribblings und seine Schnelligkeit genannt.

## Karriere

### Verein
Yūki  begann mit dem Fußballspielen, da sein zwei Jahre älterer Bruder auch Fußball spielt. Ōtsu gab sein Debüt in der japanischen J-League am 9. März 2008 für Kashiwa Reysol. Ein Jahr später, am 29. April 2008, erzielte Yūki Ōtsu im Ligaspiel gegen Ōita Trinita mit dem Siegtreffer in der 89. Spielminute zum 2:1 für Kashiwa auch sein erstes Ligator.
Von 2008 bis 2011 absolvierte Yuki Otsu insgesamt 66 Erstligaspiele für Kashiwa Reysol, in denen er 7 Tore erzielte. In seiner aktiven Zeit bei Kashiwa Reysol erhielt Otsu den Spitznamen Charao (チャラ男) sowie ein eigenes Lied.
Zur Saison 2011/12 unterschrieb Otsu einen bis zum 30. Juni 2014 gültigen Vertrag bei Borussia Mönchengladbach, für die er mit der Trikotnummer 23 aufläuft. Laut Trainer Lucien Favre und Manager Max Eberl ist Yūki Ōtsu ein für die Zukunft interessanter Fußballer. Am 6. August 2011 (1. Spieltag) debütierte er für die zweite Mannschaft der Fohlen in der Regionalliga West bei der 3:4-Niederlage im Heimspiel gegen die zweite Mannschaft des 1. FC Köln; sein Bundesligadebüt gab er am 22. Oktober 2011 (10. Spieltag) gegen die TSG 1899 Hoffenheim, als er in der 83. Minute für Mike Hanke eingewechselt wurde.
Ende August 2012 wechselte Ōtsu zum niederländischen Erstligisten VVV-Venlo.
Ende 2021 feierte er mit Júbilo die Meisterschaft der zweiten Liga und stieg somit in die erste Liga auf. Nach nur einer Saison in der ersten Liga musste er am Ende der Saison 2022 als Tabellenletzter wieder den Weg in die zweite Liga antreten. 2023 gelang ihm mit dem Verein als Vizemeister der zweiten Liga der direkte Wiederaufstieg in die erste Liga.

### Nationalmannschaft
2012 stand er im Kader für die Olympischen Spiele und kam in allen sechs Spielen zum Einsatz, wobei er drei Tore erzielte, darunter den 1:0-Siegtreffer gegen Spanien und das einzige Tor für Japan beim 1:3 im Halbfinale gegen Mexiko. Zusammen mit Naohiro Takahara ist er nun zweitbester japanischer Torschütze bei Olympischen Spielen. Im Spiel um Platz 3 unterlag die Mannschaft Südkorea mit 0:2.

## Erfolge
Yokohama F. Marinos
- Japanischer Meister: 2019

Júbilo Iwata
- Japanischer Zweitligameister: 2021
- Japanischer Zweitligavizemeister: 2023